# کیئس دلپاگو
کیئس دلپاگو (به ایتالیایی: Chies d'Alpago) یک کومونه در ایتالیا است که در استان بلونو واقع شده‌است. کیئس دلپاگو ۴۴٫۹ کیلومتر مربع مساحت و ۱٬۵۳۰ نفر جمعیت دارد.